# ヒューマン・ライツ・キャンペーン
ヒューマン・ライツ・キャンペーン（英語: Human Rights Campaign、HRC）は、アメリカのLGBTQのアドボカシー・グループである。

## 解説
アメリカ合衆国最大のLGBTQの政治的ロビー組織である。ワシントンD.C.を拠点とするこの組織は、同性結婚、反差別やヘイトクライムの法律、HIV/AIDSのアドボカシーなどのLGBTQ個人の権利の保護と拡大に焦点を当てている。組織には、多数の立法イニシアティブやLGBTQ個人のための支援リソースが存在する。

## 組織体制
HRCは、2つの別個の非営利組織と政治活動委員会（PAC）を傘下に持つグループである。501(c)(3)団体のHRC Foundationは、研究、権利擁護、教育に重点を置く組織であり、501(c)(4)団体のHuman Rights Campaignは、親LGBTQの法案の支持を求める議会や州・地方議員へのロビー活動を通じて、レズビアン、ゲイ、バイセクシュアル、トランスジェンダー、クィア（LGBTQ）の権利を促進することに重点を置く組織である。HRC Political Action Committeeは政治的候補者の支持や反対を行うスーパーPACである。

### リーダーシップ
Kelley Robinsonは、2022年9月20日にヒューマン・ライツ・キャンペーンの新しいPresidentとして発表された。彼女は、2022年11月28日に暫定PresidentであるJoni Madisonの後を引き継ぎ、同組織を率いる初の黒人クィア女性となった。
HRCの活動は3つの理事会によって支えられており、組織の統治機関であるBoard of Directors、財団の財政を管理して財団を管理する公式方針を確立するHRC Foundation Board、組織の全国的な地域活動を管理するboard of governorsからなる。

## 歴史
すでに確立していたGay Rights National Lobbyで1978年から働いていたSteve Endeanは、1980年にHuman Rights Campaign Fund政治行動委員会を設立した。2つのグループは最終的に合併した。1983年、当時のワシントンD.C.の主要なLGBT権利活動家の一人だったVic Basileが初代エグゼクティブ・ディレクターに選出された。1986年10月に、HRC Fundation（HRCF）が非営利団体として設立された。
1989年1月、Basileは辞任を発表し、HRCは主に政治行動委員会（PAC）としての役割を担っていた組織を再編成し、ロビー活動、研究、教育、メディア活動を含むように組織の機能を拡大した。HRCは、「連邦、州、地方レベルで、法律や政策を起草し、支援し、影響を与えることにより、ゲイおよびレズビアンのコミュニティの社会福祉を促進する」という新たな目的声明を決定した。ハーバード・ロー・スクール卒業生で、Boston Lesbian and Gay Political Allianceの設立者、ニューイングランドHRC委員会の共同委員長であるTim McFeeleyが、新しいエグゼクティブ・ディレクターに選出された。当時の会員総数は約25,000人だった。
1992年、HRCは初めて大統領候補ビル・クリントンへの支持を表明した。1993年3月、HRCは、National Coming Out Dayという新しいプロジェクトを開始した。90年代のその他の具体的な成果は文書化するのが難しい。1995年1月から2004年1月までの間は、Elizabeth BirchがHRCのエグゼクティブ・ディレクターを務めた。彼女のリーダーシップの下、このHRCは会員数を4倍以上の500,000人にまで拡大した。
1995年、組織は名前から「Fund」という単語を削除し、Human Rights Campaignとなった。同年、完全な組織再編が行われた。HRC Foundationは、職場プロジェクトや家族プロジェクトなどの新しいプログラムを追加し、HRC自体も、調査、コミュニケーション、マーケティング・PR機能を幅広く拡充した。また、青い四角の中に黄色の等号を加えたデザインの新しいロゴも発表した。

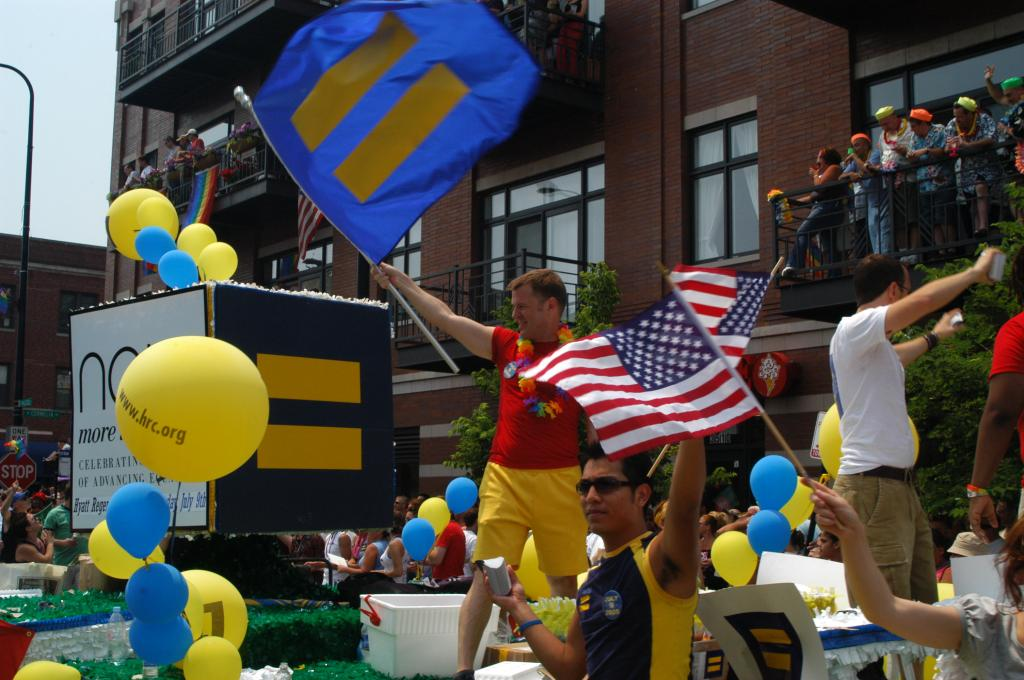
ヒューマン・ライツ・キャンペーンは、シカゴ・プライド・パレードなどのLGBT関連イベントで大きな存在感を示すことがよくある。

2000年4月29日、ワシントンのミレニアム・マーチに関わる活動の一環として、HRC FoundationはワシントンD.C.のRFK スタジアムで募金コンサートを後援した。ヘイトクライムを終わらせるためのコンサートと名付けられた「Equality Rocks」は、注目の講演者であるデニス・シェパードやマシュー・シェパードの両親であるジュディ・シェパードなど、ヘイトクライムの被害者とその家族を悼んだ。このイベントには、Melissa Etheridge、ガース・ブルックス、ペット・ショップ・ボーイズ、K.d.ラング、ネイサン・レイン、ルーファス・ウェインライト、Albita Rodríguez、チャカ・カーンが参加した。
Elizabeth Birchの後継者Cheryl Jacquesは、エグゼクティブ・ディレクターとしてわずか11か月後の2004年11月に辞任した。Jacquesは「経営理念の違い」を理由に辞任したと述べた。
2005年3月、HRCはジョー・ソルモニーズをpresidentに任命したと発表した。彼は2012年5月にバラク・オバマ大統領選挙キャンペーンの共同議長として辞任するまでその職を務めた。
HRCは、2005年に宗教・信仰プログラム（Religion and Faith Program）を立ち上げ、聖職者を動員してLGBTの人々を擁護し、コロンビア特別区における同性結婚合法化に関与した結婚平等のためのDC聖職者連合の設立を支援した。2010年3月10日、ワシントンD.C.で初めて法的に認められた同性婚がヒューマン・ライツ・キャンペーン本部で開催された。
2007年8月9日、HRCとLogo TVは、2008年民主党大統領候補者向けのLGBT問題に特化したフォーラムを共催した。
2010年、HRCはHIV陽性の人々の旅行や移民に対するアメリカ合衆国の入国禁止令の撤回を求めてロビー活動を行った。
2011年9月、2012年の契約終了に伴い、Joe SolmoneseがHRCのpresidentを辞任することが発表された。元アトランタ市議会議長Cathy Woolardが任命されるという当初の憶測にもかかわらず、後任者は2012年3月2日まで発表されなかった。Solmoneseの後任はAmerican Foundation for Equal Rightsの共同創設者のChad Griffinとなり、2012年6月11日に就任した。
2012年、HRCはオバマ大統領の再選と同性結婚の推進のために、2,000万ドルを集めて寄付したと発表した。オバマ再選キャンペーンに加え、HRCはワシントン州、メイン州、メリーランド州、ミネソタ州での結婚関連の投票案件（ballot measures）と、ウィスコンシン州の民主党上院議員Tammy Baldwinの選挙に資金援助した。
2013年、HRCは雇用差別禁止法（Employment Non-Discrimination Act、ENDA）を支持するポストカード・キャンペーンを実施した。
2019年、HRCは42の他の宗教団体やその関連団体と協力して、キリスト教右派団体の連合による州法に影響を与えようとする取り組みであるProject Blitzに反対する声明を発表した。
2020年5月、HRCは2020年アメリカ合衆国大統領選挙でジョー・バイデン元副大統領への支持を表明した。
2023年6月、過去数年間にアメリカ合衆国の多くの州で反LGBT法の制定が相次いだことを受け、HRCはLGBTの人々に対する「国家非常事態」を宣言した。

### エグゼクティブ・ディレクター、president、CEO
創設者から始まり、組織の最高管理職はエグゼクティブ・ディレクターだった。2004年からは、President兼CEOに変更された。
| 年        | 名前            |
| --------- | --------------- |
| 1980–1983 | Steve Endean    |
| 1983–1989 | Vic Basile      |
| 1989–1995 | Tim McFeeley    |
| 1995–2004 | Elizabeth Birch |
| 2004–2004 | Cheryl Jacques  |
| 2005–2012 | Joe Solmonese   |
| 2012–2019 | Chad Griffin    |
| 2019–2021 | Alphonso David  |
| 2022–     | Kelley Robinson |

### 資金
2020年現在、HRCの年間予算は4,460万ドル、年間経費は4,430万ドルであった。
1997年以来、HRCは毎年、組織内で最大の年次募金活動として全国晩餐会を主催してきた。2009年、バラク・オバマ大統領はHRCの第13回年次全国晩餐会で講演した。オバマ大統領は演説の中で、「Don't Ask, Don't Tell」と結婚防衛法（Defense of Marriage Act、DOMA）を廃止するという公約と、雇用差別禁止法を可決するという決意を再表明した。彼は2011年にも基調講演を行い、DOMAの廃止とENDAの可決に向けて闘い、LGBTの若者に対するいじめと闘うという誓約を繰り返し述べた。過去のディナーで注目された講演者には、ビル・クリントン、マヤ・アンジェロウ、Kweisi Mfume、ジョー・リーバーマン、ヒラリー・クリントン、Richard Gephardt、ジョン・ルイス、ロージー・オドネル、ナンシー・ペロシ、ティム・ガン、Suze Orman、サリー・フィールド、コリー・ブッカー、Tammy Baldwin、Betty DeGeneresがいる。

### HRCの歴史的記録
ヒューマン・ライツ・キャンペーンの歴史的記録は、コーネル大学図書館のコレクションに保管されている。2004年にコーネル大学に到着した記録には、戦略的計画文書、ファックス、議事録、電子メール、プレスリリース、ポスター、キャンペーンボタンが含まれる。このアーカイブは84立方フィート (2.4 m3)を占め、図書館の貴重品および写本コレクション部門のHuman Sexuality Collectionの中で2番目に大きいものとなっている。2007年2月、このアーカイブは図書館の研究者に公開され、選ばれた記録は「25年間の政治的影響: ヒューマン・ライツ・キャンペーンの記録」と題されたオンライン展示にまとめられた。

## プログラムと立ち位置
同団体によると、ヒューマン・ライツ・キャンペーンは「レズビアン、ゲイ、バイセクシュアル、トランスジェンダーのコミュニティのための公共教育と福祉を促進するという、慈善と教育の目的で組織されている」。
HRC Foundationは、カミングアウト、トランスジェンダー問題、LGBT関連の医療トピック、企業平等指数を含むLGBTの人々が直面する職場の問題に関する情報に関して、さまざまなリソースを提供している。
HRCは、反差別およびヘイトクライム法の可決を求めてロビー活動を行っており、Matthew ShepardおよびJames Byrd Jr.ヘイトクライム防止法の可決を支援した。この法律は、連邦ヘイトクライム法を拡張し、司法省が被害者の実際のまたは認知されているジェンダー、性的指向、ジェンダー・アイデンティティ、障害を動機とした犯罪の捜査と起訴を可能にするものである。
HRCの健康問題に関する活動は、伝統的にHIV/AIDSの流行への対応に重点を置いてきた。近年は、LGBTの非雇用者、患者、その家族に対する医療現場における差別に取り組んでいる。2007年以来、HRC Foundationは、「医療平等指数（Healthcare Equality Index）」を発表している。これは、患者および従業員の非差別方針、従業員の異文化コンピテンシー研修、LGBT患者の家族の面会の権利などの問題に関して、病院を評価したものである。
ヒューマン・ライツ・キャンペーンのロビイストは、オバマ政権と協力し、同性パートナーにも病院への面会の権利を拡大した。HRCは、同性愛者やレズビアンの人々がオープンにアメリカ軍に勤務することを禁じた「Don't Ask, Don't Tell（DADT）法」の廃止を求めて広くロビー活動を行った。
HRCは、2021年にフロリダ州で「トランスジェンダーのスポーツ禁止」法が施行されることを7月1日深夜に阻止すること（「無効化（nullification）」と呼ばれる）を目的として、同法を争う訴訟を州裁判所と連邦裁判所に起こした。

## ロゴ
1995年に採用されたHRCの公式ロゴは、青色の背景に黄色の等号を乗せたものである。このロゴは、1995年にデザイン会社Stone Yamashitaによって作成された。HRC（当時はHRCFとして知られていた）によって使用されていた以前のロゴは、様式化された燃えるトーチを特徴としていた。HRCは、HRCのロゴが描かれた旗に対して「Equality Flag」という用語を使用している。

### 同性結婚のロゴ

HRCの等号のロゴが赤とピンクで再加工され、同性結婚への特別なサポートを示している。

HRCは2013年3月25日、ロゴの赤バージョンをSNSで公開し（赤色は愛の同義語であることから、マーケティング・ディレクターのAnastasia Khooによって選ばれた）、アメリカ合衆国最高裁判所で係争中の2件の訴訟（United States v. WindsorとHollingsworth v. Perry）を踏まえ、同性婚への支持を示すために支持者に同様の行動を求めた。このロゴは急速に話題になり、Facebookでは3月26日にプロフィール写真の変更数が120%増加した。ジョージ・タケイ、ビヨンセ、ソフィア・ブッシュ、Padma Lakshmi、マーサ・スチュワート、マックルモアー、ライアン・ルイス、エレン・デジェネレスなどの有名人が、SNS上の数百万のフォロワーとロゴを共有し、上院議員Claire McCaskill（D-MO）、Jay Rockefeller (D-WV)、Kay Hagan (D-NC)などの政治家も同様のことを行った。
ブランドや企業は、赤いHRCロゴをクリエイティブに再現して同性結婚への支持を表明した。企業のサポーターには、Bud Light、Bonobos、Fab.com、Kenneth Cole、ロクシタン、メイベリン、アブソルート、Marc Jacobs International、スミノフ、Martha Stewart Weddings、HBOの『トゥルーブラッド』などがあった。
MSNBC、タイム、マッシャブル、ウォール・ストリート・ジャーナルなどの主要な印刷物およびオンラインのニュースソースがバイラルキャンペーンの成功を報じた。

## 批判と論争
批判者たちは、HRCの労働環境を問題視している。2014年の秋、HRCは外部コンサルタントに委託して、組織のスタッフを対象に一連のフォーカス・グループと調査を実施した。BuzzFeedが入手した報告書の中で、職員たちはHRCの労働環境を「批判的」、「排他的」、「性差別的」、「同質的」だと述べている。報告書では、「リーダーシップカルチャーの経験は、ゲイ・白人・男性といった同質的なものだ」と報告されていた。この報告書を認めて、HRC会長のChad Griffinは「国内の多くの組織や企業と同様に、HRCは、支援を提供しているコミュニティをよりよく代表するという目標を掲げ、思慮深く包括的なダイバーシティとインクルージョンの取り組みに着手しています」と述べた。2015年8月、AFL-CIOのLGBT関連団体であるPride at Workは、Pride at WorkがHRCの企業平等指数の問題と考えることに対処するまで、HRCへの資金提供を停止するよう加盟組織に求める決議を承認した。
HRCは政治への影響力を高めるために実際の会員数を誇張しているとして非難されている。元HRC会長のジョー・ソルモネーゼはこれに応え、「会員は単なる寄付者だけではなく（…）選挙で選ばれた役人に電子メールを送信したり、ボランティア活動をしたり、議員にロビー活動をしたりすることが目的であり」、会員の半数以上が過去2年間に寄付を行っている、と述べた。以前、HRCの広報担当Steven Fisherは、少なくとも1ドルを寄付した人は誰でも会員になれると述べている。
HRCは役員の給与が非常に寛大であることでも批判されている。
一部のトランスジェンダーの人々は、2007年版のENDAに対するHRCの姿勢を批判している。当時のENDAには保護カテゴリーとして性的指向は含まれていたが、ジェンダー・アイデンティティやジェンダー表現は含まれていなかった。この法案がBarney Frank下院議員によって提出されたとき、HRCは正式に反対も支持もしていない。この批判は、前月のtransgender Southern Comfort Conferenceでの前HRC President Joe Solmoneseのスピーチを受けたもので、スピーチではHRCが「絶対的にインクルーシブではないどんな法律にも反対する」という発言があった。HRCは後に、インクルーシブではない法案を積極的に支持することはできないが、この法案はインクルーシブなENDA可決に向けた長期的な取り組みを戦略的に推進するものであるため、反対したわけではなかったと説明した。しかし、HRCはアメリカ合衆国下院議員に宛てた書簡の中で、この法案への支持を表明しつつ、「現在のバージョンのENDAが完全にはインクルーシブでないことが非常に残念です（…）アライたち（…）の不断の努力に感謝します（…）たとえ彼らがヤード単位ではなくインチ単位でしか測れないような歩みを強いられているとしても」と述べている。

### イスラエル・パレスチナ紛争に対する組織の立場
HRCは、ガザ地区での停戦を呼び掛けていないことや、上級指導部がイスラエル・パレスチナ紛争に関するHRCの立場に対する内部の批判を日常的に沈黙させているという主張で批判されている。
批判者は、組織の公式声明はパレスチナ人に対する占領の影響を軽視しており、アメリカ国民に対する危機の影響に焦点を当てていると主張している。2024年6月6日、ジャーナリストでTHEM magazineの寄稿者であるSamantha Riedelは、少なくとも10年前に遡る反シオニスト職員の組織による解雇と排斥に関する複数の説明を含む長い報告書を発表した。
2024年2月3日、ACT UP New York主催の抗議活動が、マンハッタンで開催されたヒューマン・ライツ・キャンペーンの2024年Greater New York Dinnerの外で行われた。抗議活動参加者たちは、イスラエルのガザ侵攻中にイスラエル軍に武器を供給した兵器製造会社ノースロップ・グラマンからHRCが寄付を受け取ったことを公に非難した。デモ参加者らはさらに、HRC指導部に対し、イスラエルによるガザ爆撃の停止を公に呼びかけるよう要求した。HRCのイベントには、LGBTQ+コミュニティのメンバーからの抗議活動が続いており、組織が武器製造業者との関係を断ち切り、パレスチナと連帯することを要求している。

### 支援の表明
HRCは民主党民と共和党候補者の両方を支持していることで批判されている。ゲイの政治コラムニスト兼ブロガーであるAndrew Sullivanは、HRCを「民主党の後援団体」と呼んだ。しかし、HRCは、民主党の対戦相手がHRC独自の指標でより高いスコアを獲得したときに、いくつかの共和党候補者の指名に対して反発や批判も受けている。

#### 共和党員に対する支持の表明
HRCは、1998年のアメリカ合衆国上院議員再選運動でニューヨーク州の共和党員Al D'Amatoを支持したことで批判された。HRCは、雇用差別禁止法（ENDA）と「Don't Ask, Don't Tell」の廃止に対するD'Amatoのサポートを理由に、この支持を擁護した。しかし、多くのリベラルなLGBT指導者は、アファーマティブ・アクションや中絶への反対が含まれているD'Amatoの保守的な立場に反対しており、HRCは支持を決定する際にそうした立場を考慮すべきだったと考えた。
2014年、長年同性結婚を支持してきたShenna Bellowsがメイン州の上院議員候補に指名された。HRCは、これまで同性結婚のイニシアティブを支持したことがない、対立候補の現職共和党上院議員スーザン・コリンズを支持した。しかし、コリンズは後に、同性婚を支持する考えを明確にした。
2016年3月11日、HRCはアメリカ合衆国上院議員再選において民主党の対立候補Tammy Duckworth下院議員よりも共和党上院議員Mark Kirkを支持することを投票で決定した。Kirkは後に同性結婚への支持を表明したが、HRCはLGBT問題に関してKirkに100パーセント中78パーセントの得点を与えたのに対し、Duckworthには100パーセントの得点を与えたため、この支持はニュースメディアやソーシャルメディア上で広く驚きと批判を引き起こした。デイリー・コスのDavid Nirは、この支持を「恥ずかしいほど恐ろしい」「哀れで愚か」と呼んだ。一方、Slateは、2015年平等法を可決するには民主党による上院支配が事実上必要であり、他の多くのLGBT平等問題にとっても有益であるため、KirkではなくDuckworthの選出は、組織が表明した目標と一致すると評した。一方、The New Republic紙は、HRCの「深刻な多様性問題」を明らかにした最近の内部報告書を踏まえ、「今回の選挙戦で、アジア系アメリカ人の女性候補者（たまたまより良い投票記録を持っている人）ではなく白人男性候補者を選んだことは、中心の問題に真剣に取り組んでいることを中傷者に納得させる最悪の方法だろう」と書いた。HRC presidentのChad Griffinは、Independent Journal Reviewに掲載されたコラムでこの支持を擁護し、2015年平等法への共同スポンサーなど、上院議員のLGBTの平等問題を代表する取り組みを説明した。Griffinは、「真実は、平等の問題に関しては、政党を超えた協力が必要であり、それ以下ではないということです。」「議員が正しい方法で投票し、政党に関係なく平等を主張するとき、私たちは彼らを支持しなければなりません。私たちは議員に私たちと一緒に投票するように頼んだのに、その後振り返って彼らをオフィスから蹴り出すようなことは決してできません」と述べた。
2016年10月28日、Tammy Duckworthの遺産に関するMark Kirkの討論会での発言が物議を醸した討論会のコメントの翌日、HRCはカークへの支持を「今後も変わらない」と明言し、カークにコメントを「撤回」するよう求めた。Slateは、これはHRCの「最悪の批判者の正しさ」を証明し、HRCは「まったく救いようのないものだ」と述べた。コメントから2日後の10月29日、HRCはKirkの発言を「非常に攻撃的で人種差別的」であると述べ、Kirkへの支持を取り消して代わりにDuckworthを上院議員に支持した。

#### 民主党員の支持
2016年の米国大統領選挙では、ヒューマン・ライツ・キャンペーンの32人からなる理事会はヒラリー・クリントンを大統領に支持することを投票で決定した。この決定はかなりの論争を引き起こし、HRCのFacebookページに何千人ものユーザーが批判的なコメントを投稿した。多くの人は、HRC独自の「議会スコアカード」（民主党候補指名争いのライバルであるバーニー・サンダースの評価が100％を記録しているのに対し、クリントン自身は89％しか獲得していない）が自分たちの支持の表明と矛盾していると指摘した。HRC PresidentのChad Griffinがクリントンの夫であるビル・クリントン元アメリカ合衆国大統領に以前雇われていたことが明らかになったとき、クリントン自身と組織とのつながりにもさらなる精査が加えられた。
2018年のニューヨーク州知事選挙では、HRCは現職知事アンドリュー・クオモを支持した。しかし、バイセクシュアルであるシンシア・ニクソンが、2018年3月25日に立候補を表明した。それにもかかわらず、HRCは依然としてクオモを支持した。これに対し、HRCはLGBTQ+候補者を支持せず、代わりに反対者を支持したとして批判を受けた。ニクソンを支持したゲイのニューヨーク市議会議員Jimmy Van Bramerは、「HRCの支持はシンシア・ニクソンの可能性を損ない」、「実行力のある進歩的なクィア女性に反対するカミングアウトをするのは間違ったことだ」と述べた。

### Alphonso Davidとアンドリュー・クオモ知事
ニューヨーク州司法長官Letitia "Tish" Jamesが主導した独立調査を受けて2021年8月に発表された報告書では、HRC PresidentのAlphonso Davidがアンドリュー・クオモ知事に対するセクハラ告発を隠蔽し（HRCに参加する前、Davidはクオモの首席顧問を務めていた）、告発者の信頼性を損なおうとしたと説明されている。Davidは、告発者（クオモの元補佐官）Lindsey Boylanの人事ファイル全文を知事室に公開したとされる。その後、彼女のファイルが報道機関に流出した。また、Davidはクオモを支持し、Boylanの動機を疑問視する未発表の書簡の草稿作成にも協力した。2021年9月6日、DavidはHRCのPresidentを解任された。2022年2月、デイビッドは差別を主張してヒューマン・ライツ・キャンペーンを相手に訴訟を起こした。彼は、組織が人種を理由に給与を低く抑え、最終的に彼を解雇したと主張する一方、組織は「非白人従業員に対する不平等な扱いについて当然の評判」を持っているとも述べた。

## 賞
ヒューマン・ライツ・キャンペーンは数多くの賞を授与している。
Visibility Awardの受賞者
- Dan Levy（英語版） (2020)[103]
- リヴ・ヒューソン (2020)[104]
- アマンドラ・ステンバーグ (2019, New York)
- シンシア・ニクソン (2018)
- エヴァン・レイチェル・ウッド (2017)[105]
- ジョン・バロウマン (2016)
- コルトン・ヘインズ (2016)
- ケシャ (2016, Nashville)
- クレア・デュヴァル (2015)
- Greg Rikaart（英語版） (2014, National)
- Jonathan Del Arco（英語版） (2013, National)
- ラナ・ウォシャウスキー (2012, San Francisco)
- リー・ダニエルズ (2010, National)
- ジョニー・ウィアー (2010, Seattle)

Ally for Equality Awardの受賞者
- クリスティーナ・アギレラ (2019)
- ニック・ロビンソン (2018)
- メリル・ストリープ (2017)
- リアン・ライムス (2017)
- Uzo Aduba（英語版） (2017)
- Sherri Saum（英語版） (2016)
- ブリタニー・スノウ (2015) for Love is Louder
- ナターシャ・リオン (2015)
- テリー・ポロ (2015)
- サラ・ラミレス (2015, Arizona)
- ジェニファー・ロペス (2014, National),
- ウーピー・ゴールドバーグ (2013, National)[106]
- サリー・フィールド (2012, National)、ジェニファー・ビールス (2012, Chicago)
- マイケル・ブルームバーグ (2011, National)
- P!NK (2010)

Equality Award
- セス・マイヤーズ (2017, National)
- NAACPとNAACPのpresident、Ben Jealous（英語版） (2012, National)
- Suze Orman（英語版） (2008, National)

HRC Award for Workplace Equality Innovation
- モンサント (2017)[107]
- ボストン・コンサルティング・グループとゴールドマン・サックス (2011, National)
- Kimpton Hotels & Restaurants（英語版）、クレディ・スイス (2010)
- Kirkland & Ellis LLP（英語版）、ボーイング (2009, National)